# Oison
Oison – miejscowość i gmina we Francji, w Regionie Centralnym, w departamencie Loiret.
Według danych na rok 1990 gminę zamieszkiwało 101 osób, a gęstość zaludnienia wynosiła 8 osób/km² (wśród 1842 gmin Centre, Oison plasuje się na 1031. miejscu pod względem liczby ludności, natomiast pod względem powierzchni na miejscu 1007.).